# Las máquinas (banda)
Las Máquinas fue un grupo de música pop español fundado en Valencia a finales de 1988. Un año después, en 1989, quedaron finalistas en el concurso de rock organizado por la Generalidad Valenciana. Por aquel entonces el grupo estaba formado por Joan F. Toledo, Rafael Martínez, Juan Carlos Plaza "Juancho" y José Sales. Posteriormente se les unió "Epo" Toledo.
Tras ganar el concurso, la multinacional Sony se fijó en ellos y los fichó para grabar su primer álbum. El grupo se trasladó a Doncaster (Reino Unido) para grabarlo. Tras el lanzamiento, el éxito no fue el esperado, pero los componentes del grupo no se desanimaron y bajo el sello Lucas Records publicaron su segundo disco, Fextival!, en 1991.
En la última etapa de Las Máquinas se les unió el tándem de hermanos Tormo con su sección de viento bajo el epígrafe Los Fabulosos Tórmicos. Con ellos publicaron su último disco Colorín Colorado en 1998.
El grupo encabezó durante todos esos años la rama más hedonista, bailable y festiva de todo el panorama musical de la Comunidad Valenciana.

## Discografía
- Las Máquinas (1988).
- Fextival! (1994).
- Colorín Colorado (1998).

## Más información
- Noticia del último concierto publicado por El País.
- Serrador Almudéver, Raül (coordinador). Historia del Rock en la Comunidad Valenciana, Avantpress. Valencia. 2004. Páginas 335, 336, 346 y 524.

- Datos: Q5971209